# Yijinjing

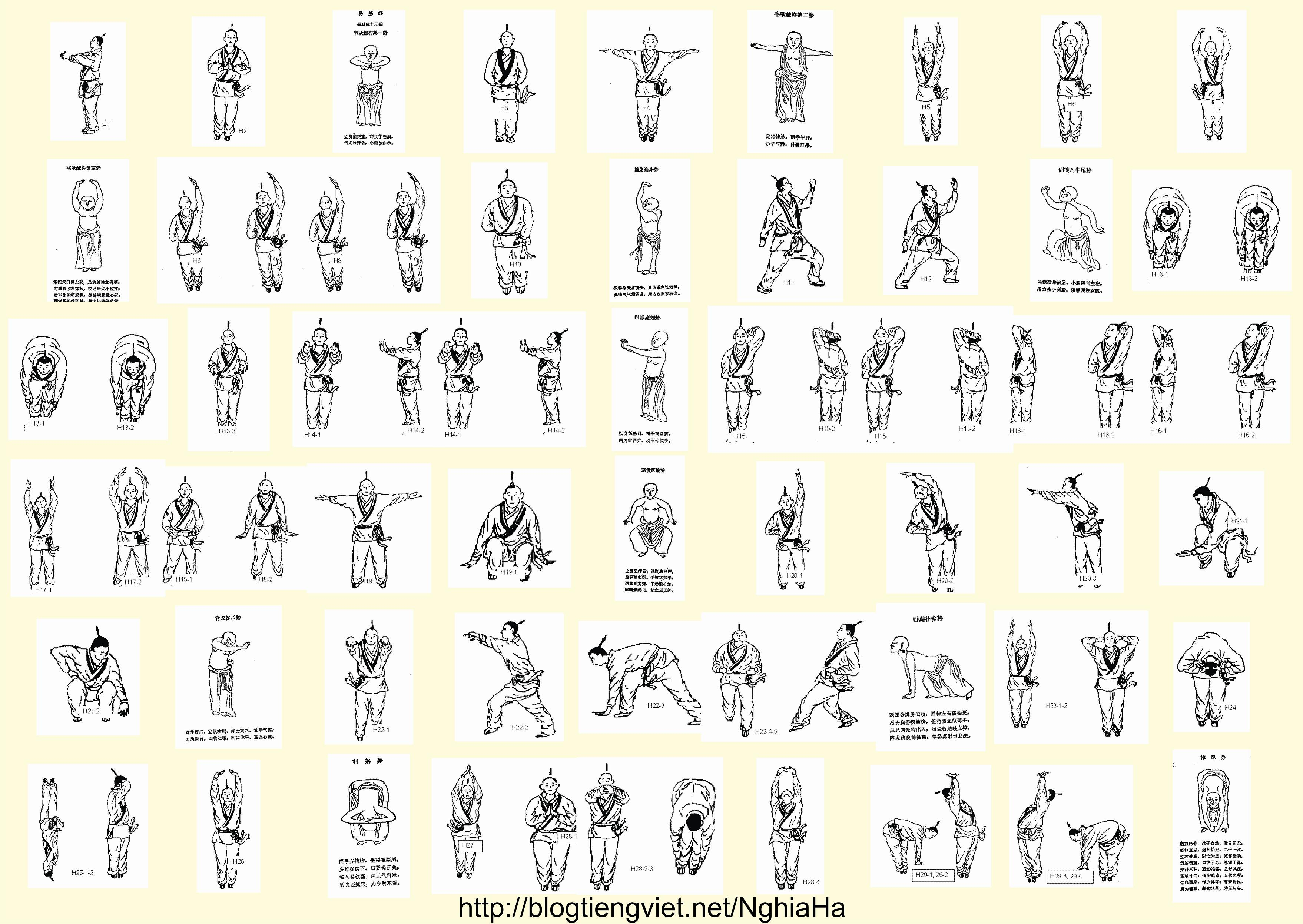
Exemple de Yijinjing

Le Yì Jīn Jīng (chinois : 易筋經; litt. : « muscle/tendon changement classique ») est un manuel de qi gong, contenant la description d'un ensemble d'exercices physiques préparant le corps aux mouvements rapides des formes.

## Origine
D'après cet ouvrage, vers le Ve siècle, Bodhidharma élabora cette méthode au monastère Shaolin. Pendant la dynastie Qing, la méthode se développa.

## Authenticité
Dès le XVIIIe siècle, les érudits critiquent les thèses concernant le rôle de Bodhidharma, et certains historiens datent la création de cette légende au XVIIe siècle, avec la mention des pratiques physiques à Shaolin (Qi gong) dans des passages de ce livre, dont l'authenticité (prétendu daté du VIIe siècle) est mise en doute par les historiens (estimé postérieur au XVIIe siècle).
Les recherches plus récentes démontrent que le saint patron du monastère était Bodhisattva Vajrapani, divinité révérée au moins dès le VIIIe siècle, par laquelle les moines pensaient obtenir force et compétences de combat. De même une stèle érigée en 1517, démontre que Vajrapani (et non Bodhidarma) était considéré à cette époque comme le créateur des célèbres techniques de bâton des moines
Ces attributions erronées proviennent de ce livre, qu'un moine Taoïste prétend avoir découvert, mais que les historiens estiment publié en 1624 par lui-même. La première des deux préfaces de ce manuel retrace la succession du style qi gong à partir de Bodhidharma jusqu'au général Li Jing, à travers une chaine de saints et héros de guerre bouddhistes. Les chercheurs considèrent ce travail comme une falsification, en raison de ses nombreuses erreurs anachroniques et du fait que des personnages fictifs de la littérature chinoise y sont répertoriés comme maîtres de lignée. Ling Tinkang (1757-1809), un érudit de la dynastie des Qing, décrivait déjà cet auteur comme un « maître ignorant de village ».

## Technique
Étirement des muscles et des tendons. Son essence est dans l'harmonie des lois naturelles dont le yin-yang. Les principaux mouvements ont des noms poétiques (ex : « Dragon qui sort sa patte », « Tigre qui essaye d'attraper sa proie »). Sa pratique permet la coordination (énergie, esprit, respiration) et de renforcer les organes internes, calmer les maux et diminuer l'état dépressif. Qui applique régulièrement cet exercice est sûr(e) d'avoir : Santé, force, longue vie. Il est conseillé de continuer par Baduanjin.